# Електронмаш
Завод «ЕлектронМаш» — дочірнє підприємство ПАТ «Концерн-Електрон», засноване в квітні 2012 року, що спеціалізується на виробництві позашляхових повноприводних спеціальних транспортних засобів Електрон — автомобілів багатофункціонального призначення для комунальних служб та автомобілів швидкої медичної допомоги.

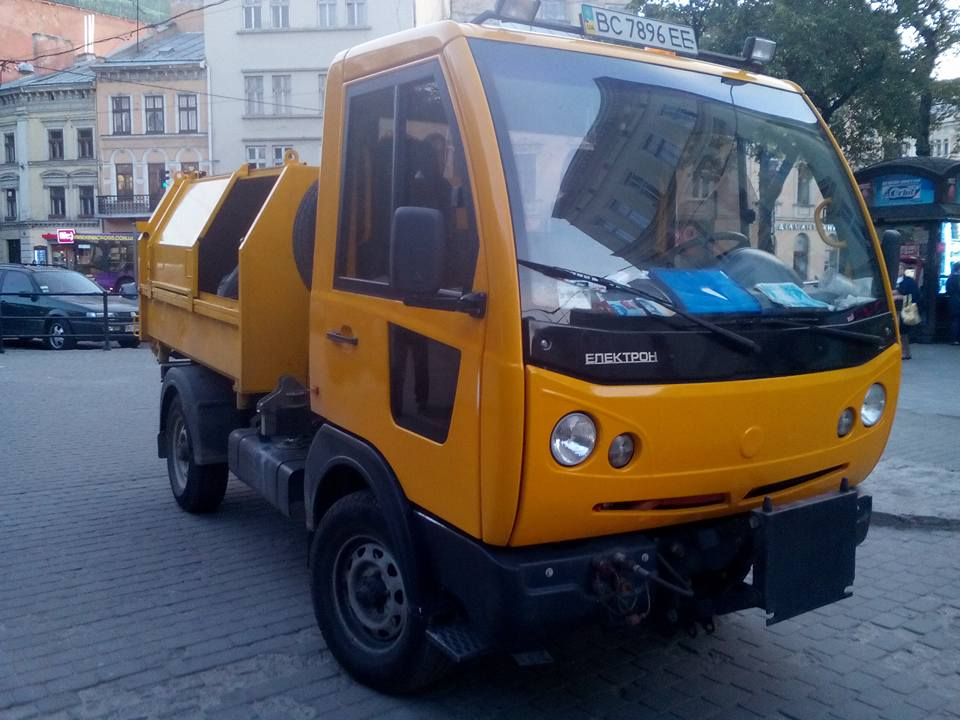
Вантажівка ЕМ-С320.12 «Електрон»

Комунальні автомобілі «Електрон», що виробляються підприємством — це всесезонні повнопривідні механізовані комплекси для міських комунальних служб, оснащені змінними комплектами кузовів та навісного обладнання. Один такий автомобіль заміняє декілька традиційних комунальних машин. Автомобілі «Електрон» не мають аналогів у країнах колишнього СРСР.
Спеціалізовані позашляхові повнопривідні автомобілі швидкої медичної допомоги «Електрон» — це транспорт підвищеної прохідності з комплектом медичної апаратури та засобів екстреної допомоги, створений для роботи ургентної медицини та медицини катастроф у складних дорожніх умовах, зокрема у сільській та гірській місцевостях.